# Stenodyneriellus cilicioides
Stenodyneriellus cilicioides är en stekelart som beskrevs av Giordani Soika 1995. Stenodyneriellus cilicioides ingår i släktet Stenodyneriellus och familjen Eumenidae. Inga underarter finns listade i Catalogue of Life.